# Гроздовник ромашколистный
Гроздовник ромашколистный, или Гроздовник ветвистый (лат. Botrychium matricariifolium) — вид папоротников рода Гроздовник (Botrychium) семейства Ужовниковые (Ophioglossaceae).

## Ботаническое описание

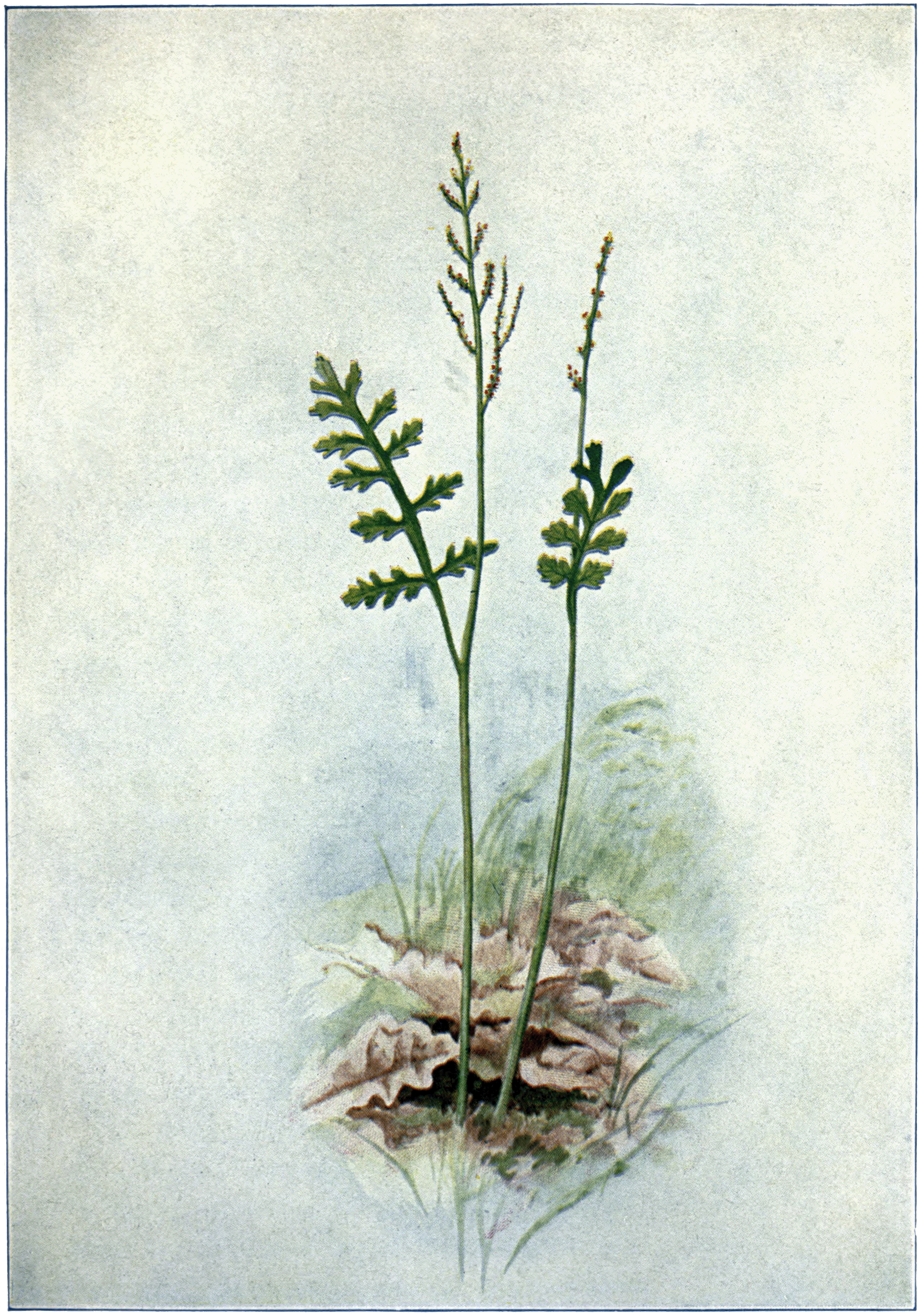
Ботаническая иллюстрация из книги «Our Ferns in their Haunts: A Guide to all the Native Species», 1901

Многолетнее травянистое растение высотой 10—14 см, с коротким сочным корневищем, несущим одну вайю, расчленённую на нижнюю — стерильную, имеющую вид настоящего листа, и верхнюю — спороносную части.
Стерильная часть вайи обычно на очень коротком черешочке, прикреплённая значительно выше середины, продолговато-эллиптическая, дважды перисторассечённая, доли первого порядка (три — пять пар) неравномерно перистораздельные, жилкование неясное.
Спороносная часть метельчатая (обычно дважды-трижды перистая), прямостоячая, конечные доли с двумя рядами свободных спорангиев. Вегетирует в мае — сентябре, спороносит в июле — августе.
В течение нескольких лет развивается под землёй за счет микоризы. Встречается одиночными особями или небольшими группами, в местах произрастания обнаруживается не каждый год.

## Распространение и среда обитания
Встречается в Европе и Северной Америке (помимо типового подвида в Колорадо растёт Botrychium matricariifolium subsp. hesperium Maxon & R.T.Clausen [syn.  Botrychium hesperium (Maxon & R.T.Clausen) W.H.Wagner & Lellinger]), в Южной Америке представлен подвидом Botrychium matricariifolium subsp. patagonicum (Christ) R.T.Clausen.

## Хозяйственное значение и применение
Листья гроздовника ромашколистного используют, как ранозаживляющее.